# Chloroclystis rostrata
Chloroclystis rostrata är en fjärilsart som beskrevs av Achille Guenée 1858. Chloroclystis rostrata ingår i släktet Chloroclystis och familjen mätare. Inga underarter finns listade i Catalogue of Life.